# Kurt Kipfer
Kurt Kipfer (* 14. Juni 1923 in Bern; † 1992; heimatberechtigt in Bern und Lützelflüh) war ein Schweizer Arzt und Politiker (SP).

## Leben
Nach der Maturität 1943 studierte er Medizin und schloss 1949 mit dem Staatsexamen ab. Er war Oberarzt an der Medizinischen Poliklinik Bern, hatte später eine Praxis als Spezialarzt für innere Medizin FMH in Bern. Er war Leiter des Schularztamtes. Kipfer gehörte von 1970 bis 1981 dem Grossen Rat des Kantons Bern an. Nach dem Tod von Stadtpräsident Reynold Tschäppät wurde Kipfer in einer Ersatzwahl 1979 in den Gemeinderat der Stadt Bern gewählt, dem er bis Ende 1984 angehörte. Er stand der Schuldirektion vor. 1982 eröffnete er die erste Tagesschule der Stadt Bern. Von Januar 1985 bis Ende Juni 1987 war er Arbeitsmediziner
der Stadt Bern.